# حديا مبارك (خيران المحرق)

تعديل مصدري - تعديل

حديا مبارك هي إحدى قرى عزلة غربى الخميسين بمديرية خيران المحرق التابعة لمحافظة حجة، بلغ تعداد سكانها 40 نسمة حسب تعداد اليمن لعام 2004.